# Die Abrafaxe – Unter schwarzer Flagge
Die Abrafaxe – Unter schwarzer Flagge ist ein deutscher Trickfilm mit den Helden des Mosaiks, den Abrafaxen, in der Hauptrolle.

## Inhalt
Durch eine im städtischen Museum entdeckte magische goldene Schale aus der Zeit der Azteken gelangen die Abrafaxe Abrax, Brabax und Califax in die Karibik des 18. Jahrhunderts.
Hier lernen sie die hübsche Piratin Anne Bonny kennen – in die sich Abrax verliebt – den furchterregenden karibischen Piraten Captain Blackbeard, sowie den eitlen und dummen spanischen Flottenadmiral Don Archibaldo und seinen klügeren, sprechenden Papagei. Die Reise führt sie schließlich nach Tortuga, das Piratenparadies, das von Anne Bonny regiert wird. Zwar ist Tortuga eine Enklave der Freiheit, doch durch das böse Spiel von Blackbeard steht Tortuga vor der Entdeckung durch die Spanier. Die Abrafaxe setzen alles daran, das zu verhindern. Doch irgendwie geht alles schief, und auf einmal ist Califax verschwunden. So gibt es noch viel zu tun für die drei Helden – sie müssen zusammenfinden, Tortuga retten und in ihre eigene Zeit zurückkehren.

## Bemerkungen
Die Abrafaxe – Unter schwarzer Flagge ist der erste Kinofilm mit den Figuren des ostdeutschen Kultcomics Mosaik. Frühere Versuche, sowohl die Digedags als auch die Abrafaxe für die Leinwand oder das Fernsehen zu verfilmen, sind immer relativ früh gescheitert.
Zusätzlich zu einer deutschen Fassung wurde für den internationalen Markt auch eine englische Sprachfassung geschaffen. International erreichte der Film eine recht weite Verbreitung, vor allem in Osteuropa und in Asien wurde der Film erfolgreich verkauft.
Die Deutsche Film- und Medienbewertung FBW in Wiesbaden verlieh dem Film das Prädikat wertvoll.